# Ferdinando Salvalai
Ferdinando Salvalai (Orciano di Pesaro, 24 dicembre 1922 – Massa Lombarda, 1º aprile 1944) è stato un antifascista e partigiano italiano, martire della libertà fucilato dai nazisti.

## Biografia
Ferdinando nasce ad Orciano da Mariano Salvalai e Anna Rossi, trasferitosi con la famiglia a Urbino, vi frequenta la scuola media proseguendo gli studi sino al 1º anno di corso inferiore presso l'Istituto magistrale, dove è allievo di Giuseppe Mari, futuro comandante “Carlo” del 2º Battaglione della 5ª Brigata Garibaldi "Pesaro".
Chiamato alle armi il 25 gennaio 1943 ed aggregato in qualità di telegrafista al Genio militare di stanza a Belluno, dopo breve tempo, il 6 febbraio, viene trasferito a Genova presso il 222º Battaglione costiero. Sbandato dopo l’8 settembre, rientra a Urbino e nel dicembre del 1944 si unisce ai partigiani del Distaccamento “Picelli” sulle montagne del Catria e del Nerone.
Catturato assieme a Giannetto Dini nella la località di Ca’ La Lagia, nei pressi di Urbino, il 19 marzo 1944 dopo un aspro e lungo combattimento contro un gruppo di fascisti e di tedeschi, vengono condotti nell’immediatezza nella piazza di Urbino e sottoposti a violenze; condotti dapprima nel carcere di Pesaro, quindi tradotti a Forlì, dove viene separato da Dini. Si rincontreranno solo la mattina del 1º aprile per essere fucilati dai nazisti nel campo sportivo di Massa Lombarda.

## Riconoscimenti
Nel 1946, la città di Urbino ha intitolato a lui la centralissima via del Pincio.